# Hogan Ephraim
Hogan Ephraim (n. Londres, 31 de marzo de 1988) es un futbolista inglés que se desempaña como mediocampista. Actualmente juega en Queens Park Rangers.

## Clubes
| Club                | País           | Año    | Partidos | Goles |
| ------------------- | -------------- | ------ | -------- | ----- |
| Queens Park Rangers | Inglaterra     | 2008 - | 72       | 4     |
| Toronto FC (cedido) | Estados Unidos | 2013 - | 4        | 0     |